# إيغورس ميغلينيكس
إيغورس ميغلينيكس (باللاتفية: Igors Miglinieks)‏ مواليد 4 مايو 1964 في ريغا، هو مدرب كرة سلة لاتفي ولاعب معتزل. مثّل منتخب بلاده. شارك في دورة الألعاب الأولمبية الصيفية سنة 1988 وحقق فيها الميدالية الذهبية.

## الميداليات
| الميدالية | المسابقة                       |
| --------- | ------------------------------ |
| ذهبية     | الألعاب الأولمبية الصيفية 1988 |

## روابط خارجية
- إيغورس ميغلينيكس على موقع الاتحاد الدولي لكرة السلة (الإنجليزية)
- إيغورس ميغلينيكس على موقع كرة السلة الأوروبية.كوم (الإنجليزية)
- إيغورس ميغلينيكس على موقع ريلجم (الإنجليزية)
- إيغورس ميغلينيكس على موقع سبورتس رفرنس (الإنجليزية)
- إيغورس ميغلينيكس على موقع أوليمبيديا (الإنجليزية)
- إيغورس ميغلينيكسعلى موقع اللجنة الأولمبية اللاتفية (مؤرشف) (اللاتفية)